# Africký pohár v malém fotbale
Africký pohár v malém fotbale se koná se od roku 2018 a pořádá ho Africká federace malého fotbalu (AMF). Na posledním šampionátu v Jihoafrické republice v září 2024 zvítězili domácí reprezentanti.

## Turnaje
| Rok  | Hostitel                             | Finále                | Finále             | Finále             | Zápas o           | Zápas o            | Zápas o      |
| Rok  | Hostitel                             | Vítěz                 | Skóre              | Poražený finalista | Třetí místo       | Skóre              | Čtvrté místo |
| ---- | ------------------------------------ | --------------------- | ------------------ | ------------------ | ----------------- | ------------------ | ------------ |
| 2018 | Libye (Tripolis)                     | Pobřeží slonoviny     | 3 – 3 (3 – 1) pen. | Senegal            | Tunisko           | 1 – 0              | Libye        |
| 2021 | Nigérie (Ibadan)                     | Egypt                 | 1 – 0 (prodl.)     | Libye              | Pobřeží slonoviny | 2 – 0              | Ghana        |
| 2024 | Jihoafrická republika (Johannesburg) | Jihoafrická republika | 5 – 4 (prodl.)     | Mauritánie         | Egypt             | 1 – 1 (5 – 3) pen. | Čad          |
| 2025 | Libye (Derna)                        |                       |                    |                    |                   |                    |              |

## Medailový stav podle zemí do roku 2024 (včetně)
| Pořadí | Země                  | Zlato | Stříbro | Bronz | Celkem |
| 1.     | Pobřeží slonoviny     | 1     | 0       | 1     | 2      |
| 1.     | Egypt                 | 1     | 0       | 1     | 2      |
| 2.     | Jihoafrická republika | 1     | 0       | 0     | 1      |
| 3.     | Senegal               | 0     | 1       | 0     | 1      |
| 3.     | Libye                 | 0     | 1       | 0     | 1      |
| 3.     | Mauritánie            | 0     | 1       | 0     | 1      |
| 4.     | Tunisko               | 0     | 0       | 1     | 1      |